# Carolina (canção de Chico Buarque)
Carolina é uma canção do compositor Chico Buarque, classificada em terceiro lugar no II Festival Internacional da Canção Popular (FIC), em outubro de 1967.
Humberto Werneck conta, em seu livro "Chico Buarque Letra e Música", que Carolina nasceu a partir da proposta conciliatória feita por Walter Clark, em nome da TV Globo: a emissora dispensaria a multa contratual em troca da inscrição de uma canção do Chico no FIC (1967) e daria, assim, por encerrado o processo judicial. Chico aceitou a proposta e compôs a canção Carolina durante um voo. Interpretada por Cynara e Cybele, Carolina perdeu para Margarida, de Guttemberg Guarabyra e Travessia, de Milton Nascimento.